# Ardisia pulverulenta
Ardisia pulverulenta é uma espécie de planta da família Myrsinaceae. É encontrada na Guatemala, Honduras e no Panamá.